# Lithobius uniunguis
Lithobius uniunguis är en mångfotingart som beskrevs av Matic och Golemansky 1967. Lithobius uniunguis ingår i släktet Lithobius och familjen stenkrypare.
Artens utbredningsområde är Bulgarien. Inga underarter finns listade i Catalogue of Life.